# 讓·阿林格·巴沃約
讓·阿林格·巴沃約（法語：Jean Alingué Bawoyeu，1937年8月18日—）是查德政治家，曾經在1991年至1992年期間擔任查德總理。在1970年代時，他先後擔任了查德駐美國和駐法國大使，後來則於1990年時擔任國民議會主席。他在2008年至2010年擔任了司法部部長，並且從2010年至2013年期間擔任新設立的資訊技術部部長。